# آندریاس شوئر
آندریاس شوئر (انگلیسی: Andreas Scheuer؛ زادهٔ ۲۶ سپتامبر ۱۹۷۴) سیاست‌مدار اهل آلمان است. آندریاس فرانتس شوئر از حزب اتحادیه سوسیال مسیحی (CSU) است. وی از سال ۲۰۱۸ تا ۲۰۲۱ وزیر حمل و نقل و زیرساخت دیجیتال فدرال در کابینه مرکل بود. او از سال ۲۰۱۳ تا ۲۰۱۸ دبیرکل CSU بود. از سال ۲۰۰۹ تا ۲۰۱۳، وزیر امور خارجه پارلمانی در وزارت حمل و نقل، ساختمان و توسعه شهری فدرال سابق در کابینه مرکل دوم بود. او از سال ۲۰۰۲ عضو بوندستاگ آلمان بوده‌است. در سال ۲۰۱۶ نیز به عنوان رئیس منطقه CSU بایرن پایین انتخاب شد.